# Chattanooga Red Wolves SC
El Chattanooga Red Wolves SC es un equipo de fútbol de Estados Unidos de la ciudad de Chattanooga, que juega en la USL League One, la tercera división de fútbol en el país.

## Historia
El 1 de agosto de 2018, la United Soccer League anunció que se le concedería a Chattanooga un equipo para jugar en la tercera división recién creada para 2019. Un mes después, el 11 de septiembre de 2018, el club anunció su primer entrenador, Tim Hankinson. El club luego anunció oficialmente su nombre, Chattanooga Red Wolves SC, el 25 de septiembre de 2018.

## Estadísticas

### Temporada
| Temporada | USL League One | USL League One | USL League One | USL League One | USL League One | USL League One | USL League One | USL League One | Play offs   | Copa          | Norte América | Goleador       | Goleador | Goleador |
| Temporada | PJ             | PG             | PE             | PP             | GF             | GC             | Pts            | Posición       | Play offs   | Copa          | Norte América | Jugador        | Goles    |          |
| --------- | -------------- | -------------- | -------------- | -------------- | -------------- | -------------- | -------------- | -------------- | ----------- | ------------- | ------------- | -------------- | -------- | -------- |
| 2019      | 28             | 10             | 10             | 8              | 35             | 37             | 40             | 5.º            | No calificó | Primera ronda | —             | Steven Beattie | 9        |          |
| 2020      | 15             | 6              | 4              | 5              | 21             | 17             | 22             | 5.º            | No calificó | No hubo       | —             | Greg Hurst     | 8        |          |
| 2021      | 28             | 11             | 11             | 6              | 37             | 29             | 44             | 3.º            | Semifinales | No hubo       | —             | Juan Galindrez | 11       |          |
| 2022      | 30             | 12             | 7              | 11             | 52             | 39             | 43             | 4.º            | Subcampeón  | Segunda ronda | —             | Juan Galindrez | 13       |          |

### Entrenadores por temporada
| Nombre        | Nacionalidad   | Fecha                    |                         | PJ | PG | PE | PP | GF | GC | Aprov.% |
| ------------- | -------------- | ------------------------ | ----------------------- | -- | -- | -- | -- | -- | -- | ------- |
| Tim Hankinson | Estados Unidos | 11 de septiembre de 2018 | 20 de noviembre de 2019 | 29 | 10 | 11 | 8  | 35 | 40 | 34.48   |
| Jimmy Obleda  | Estados Unidos | 21 de noviembre de 2019  | presente                | 15 | 6  | 4  | 5  | 21 | 17 | 40.00   |